# Upernavické souostroví
Upernavické souostroví je souostroví na severozápadě kraje Avannaata v Grónsku. Je to největší souostroví v Grónsku. Leží u Baffinova moře, začíná u poloostrova Sigguup Nunaa a končí u Melvillova zálivu (grónsky Qimusseriarsuaq). V roce 2017 tu natrvalo žilo celkem 2777 obyvatel.

## Historie
V minulosti Upernavickým souostrovím prošly pravěké grónské kultury. Saqqacká kultura tu prošla kolem roku 1000 př. n. l. a usídlila se tu spolu s Dorsetskou kulturou, která oblastí prošla asi ve stejnou dobu. Mezi 13. a 14. století byli tito lidé vyhnání Thulskými lidmi.
Dnes je Upernavické souostroví částečně obydleno (žije tu 2777 obyvatel), přičemž se tu nachází celkem hodně (11) osad. Největší osada, podle které je souostroví pojmenováno, je Upernavik, kde žije celkem 1059 obyvatel, což je více než 38% obyvatel souostroví.

## Seznam největších ostrovů
- Aappillattoq
- Aappillattoq
- Akia
- Akuliaruseq
- Amarortalik
- Amitsorsuaq
- Anarusuk
- Appalersalik
- Apparsuit
- Atilissuaq
- Aukarnersuaq
- Ateqanngitsorsuaq
- Ikerakassak
- Ikermoissuaq
- Ikermiut
- Illunnguit
- Innaarsuit
- Innussullissuaq
- Iperaq
- Itissaalik
- Kangaarsuk
- Karrat
- Kiatassuaq
- Kiataussaq
- Kingittorsuaq
- Kullorsuaq
- Maniitsoq
- Mattangassut
- Mernoq
- Naajaat
- Nako
- Nasaussaq
- Nuluuk
- Nunaa
- Nunatarsuaq
- Nutaarmiut
- Nutaarmiut
- Nuuluk
- Paagussat
- Paornivik
- Puugutaa
- Qaarsorsuaq
- Qaarsorsuatsiaq
- Qallunaat
- Qaneq
- Qaqaarissorsuaq
- Qasse
- Qeqertaq
- Qeqertarsuaq
- Qeqertarsuaq
- Qeqertarsuaq
- Qullikorsuit
- Saarlia
- Saattoq
- Saattorsuaq
- Saattup Akia
- Sanningassoq
- Saqqarlersuaq
- Singarnaq-Annertussoq
- Sisuarsuit
- Taartoq
- Tasiusaq
- Timilersua
- Tukingassoq
- Tussaaq
- Tuttorqortooq
- Uigorlersuaq
- Uilortussoq
- Upernavik
- Uummannaq

## Osady
| Název              | Počet obyvatel | Poznámky |
| ------------------ | -------------- | --- |
| Upernavik          | 1059           | Největší sídlo v souostroví, jediné sídlo se statusem města a nad 1000 obyvatel. Je to také jediné město, které vlastní letiště. |
| Kullorsuaq         | 460            | Druhá největší osada, nejsevernější osada souostroví                                                                             |
| Tasiusaq           | 266            | Třetí největší osada |
| Upernavik Kujalleq | 198            | Nejjižnější osada souostroví |
| Nuussuaq           | 192            | Druhá nejsevernější osada souostroví, jediná osada, která se nachází na hlavním pobřeží Grónska                                  |
| Innaarsuit         | 171            | Šestá nejsevernější osada souostroví                                                                                             |
| Aappilattoq        | 162            | Čtvrtá nejjižnější osada souostroví, nejbližší osada Upernaviku                                                                  |
| Kangersuatsiaq     | 161            | Druhá nejjižnější osada souostroví                                                                                               |
| Naajaat            | 59             | Třetí nejmenší osada souostroví                                                                                                  |
| Nutaarmiut         | 44             | Druhá nejmenší osada souostroví, čtvrtá nejsevernější osada                                                                      |
| Ikerakuuk          | 5              | Nejmenší osada souostroví, třetí nejsevernější osada, bývá občas zmiňována jako součást Nutaarmiutu                              |

## Ekonomika
Hlavní ekonomikou osad v souostroví je rybářství, i když obyvatelé severněji položených osad stále loví lachtany, mrože a velryby.
Mimo Upernavik se nacházejí velice chudé osady. Naajaat, Nuussuaq, Kullorsuaq a Upernavik Kujalleq patří do deseti nejchudších osad v Grónsku.